# 슈퍼 리얼 마작
《슈퍼 리얼 마작》(スーパーリアル麻雀,Super Real Mahjong)은 세타에서 제작한 아케이드 마작 게임이다. 1987년 3월부터 슈퍼 리얼 마작 P1를 시작으로 아케이드 뿐만 아니라 여러 에뮬레이터로 게임을 제작하였다. 미소녀 캐릭터들이 모여있는 마작게임이지만, "쇼코"라는 캐릭터로 P2부터 등장한다.

## 시리즈

### 슈퍼 리얼 마작 PI (スーパーリアル麻雀 PI)
1987년 3월에 발매한 첫 시리즈다.

### 슈퍼 리얼 마작 PII (スーパーリアル麻雀 PII)
첫 작품을 출시한지 3개월만에 1987년 6월에 발매한 두 번째 시리즈다. 인터페이스는 PI와 같지만 이 시리즈부터 미소녀 캐릭터가 등장한다. 히로인은 쇼코이다.

### 슈퍼 리얼 마작 PIII (スーパーリアル麻雀 PIII)
1988년에 발매한 세 번째 시리즈다. 히로인은 2명으로 두 자매가 있다.

### 슈퍼 리얼 마작 PIV (スーパーリアル麻雀PIV)
전작인 PIII에서 5년만에 1993년에 발매한 네 번째 시리즈다. 히로인은 3명으로 세 자매가 있다. 이 버전부터는 32-bit로 가동한다.

### 슈퍼 리얼 마작 PV (スーパーリアル麻雀 PV)
1994년 11월에 발매한 다섯 번째 시리즈다. 히로인은 3명으로 고등학교의 마작 동호회로 구성되었다.

### 슈퍼 리얼 마작 PVI (スーパーリアル麻雀 PVI)
1996년에 발매한 여섯번째 시리즈다. 히로인은 4명으로 타마미 家와 주변사람들로 구성되었다.

### 슈퍼 리얼 마작 P7 (スーパーリアル麻雀 P7)
1997년에 발매한 일곱번째 시리즈다. 히로인은 4명으로 부잣집 자매와 그 자매의 주변사람들로 구성되었다.

### 슈퍼 리얼 마작 VS (スーパーリアル麻雀 VS)
1999년에 발매한 대전 시리즈다. PV부터 P7까지의 모든 히로인이 등장한다.

## 에뮬 게임

### PC엔진/PC-FX
PC엔진의 경우에는 모두 NAXAT와 합작하였다.
- 슈퍼 리얼 마작 스페셜 - 미키,가스미,쇼코의 추억을 보다.

1992년 말에 발매한 버전으로 쇼코와 세리자와 자매들이 추억의 사진을 보여주는 버전.
- 슈퍼 리얼 마작 PIV 커스텀

1993년 말에 발매한 버전으로 PC엔진으로 이식한 버전.
- 슈퍼 리얼 마작 PII+PIII 커스텀

1994년에 발매한 버전으로 PC엔진으로 이식한 PII와 PIII의 합본 버전.
- 슈퍼 리얼 마작 PV 커스텀

1995년에 발매한 버전으로 PC엔진으로 이식한 버전.
- 슈퍼 리얼 마작 PV FX

1995년에 발매한 버전으로 PC-FX로 이식한 버전.

### 슈퍼 패미컴
- 슈퍼 리얼 마작 PIV

1994년에 발매한 버전으로 슈퍼 패미컴으로 이식한 버전. 아케이드판과는 달리 미연시형식으로 제작하였다.
- 슈퍼 리얼 마작 PV 파라다이스 올스타 4인치기

1995년에 발매한 버전으로 유일하게 4인 마작인 게임으로써 PII부터 PV까지 모두 등장하는 히로인과 대결하는 버전. 주인공이 바로 펭귄인형 인데, 그 펭귄 인형은 사실 아키라의 인형이다.

### 3DO
- 슈퍼 리얼 마작 PIV 궁합진단

1995년에 발매한 버전으로 3DO로 이식한 버전. 히로인과 잘 맞는지 안맞는지 마작으로 확인하는 버전이다.
- 슈퍼 리얼 마작 PV

1995년에 발매한 버전으로 3DO로 이식한 버전.

### 세가 새턴
- 슈퍼 리얼 마작 PV

1995년에 발매한 버전으로 세가 새턴으로 이식한 버전.
- 슈퍼 리얼 마작 그래피티

1995년에 발매한 버전으로 세가 새턴으로 이식한 버전. PII와 PIII 그리고 PIV의 합본이다.
- 슈퍼 리얼 마작 PVI

1996년에 발매한 버전으로 세가 새턴으로 이식한 버전.
- 슈퍼 리얼 마작 P7

1998년에 발매한 버전으로 세가 새턴으로 이식한 버전.
- 슈퍼 리얼 마작 어드벤처 바다에 섬머 왈츠

1998년에 발매한 버전으로 PV와 PVI의 전 히로인들이 여름의 추억을 만드는 버전.

### 네오지오 포켓
- 슈퍼 리얼 마작 프리미엄 컬렉션

2001년에 발매한 버전으로 최초의 휴대용 버전. PV의 전 히로인들과 PVI의 타마미,마리, P7의 유리나,에츠코가 등장한다. 그리고 히든 캐릭터로 초대 히로인인 쇼코도 등장한다.

### 게임보이 어드밴스
- 슈퍼 리얼 마작 동창회

2004년에 발매한 버전으로 PII~P7의 모든 히로인들이 등장하여 코스프레 사진을 찍는 버전. 최근에 등장한 PV소속의 캐릭터 히나코의 첫 정식등장한 버전이기도 하다.

## 캐릭터
- 쇼코 (ショウ子, ショウこ, Show-ko) / 론요리 쇼코 (論寄翔子, ろんより しょうこ)[1]
  - 시리즈: 슈퍼 리얼 마작 PII
  - 성우: 야마모토 유리코
  - 연령: 17세
  - 생일: 12월 9일 (사수자리)
  - 신장: 161cm
  - 3사이즈: 84-62-89
  - 혈액형: AB형
  - 소속: 현립녹양고등학교 2학년 (치어리더 부)
  - 취미: 독서, TV, 쇼핑, 영화, 볼링
  - 좋아하는 것: 경단, 여행
  - 싫어하는 것: 바퀴벌레

- 세리자와 가스미 (芹沢 香澄,せりざわ かすみ)
  - 시리즈: 슈퍼 리얼 마작 PIII
  - 성우: 시바타 유미코
  - 연령: 15세
  - 생일: 9월 18일 (처녀자리)
  - 신장: 158cm
  - 3사이즈: 83-60-88
  - 혈액형: A형
  - 소속: 사립성란여자중학교 3학년 (테니스 부)
  - 취미: 테니스, 수예
  - 좋아하는 것: 동물원 (해달), 푸딩, 오락실, 귀여운 인형
  - 싫어하는 것: 수학, 피망
  - 가족: 언니 세리자와 미키

- 세리자와 미키 (芹沢 未来,せりざわ みき)
  - 시리즈: 슈퍼 리얼 마작 PIII
  - 성우: 쇼 마유미,
  - 도미자와 미치에
  - 연령: 17세
  - 생일: 10월 5일 (천칭자리)
  - 신장: 160cm
  - 3사이즈: 80-58-87
  - 혈액형: O형
  - 소속: 사립구자산성여자고등학교 2학년 (학생회원)
  - 취미: 수영, 스키, 영화감상
  - 좋아하는 것: 민트 티, 달콤한 것, 치즈케이크
  - 싫어하는 것: 화학
  - 가족: 여동생 세리자와 가스미

- 마나 (愛菜,まな）[2]
  - 시리즈: 슈퍼 리얼 마작 PIV
  - 성우: 세토 마유미,
  - 고다 마리코
  - 연령: 15세
  - 생일: 11월 12일 (전갈자리, 초기는 11월14일)
  - 신장: 155cm
  - 3사이즈: 78-60-82
  - 혈액형: O형
  - 소속: 시립약궁중학교 3학년 (연극부) / 아케이드 판에는 학교설정이 없음.
  - 취미: 동물의상 수집, 귀여운 물건 수집
  - 좋아하는 것: 밀크티, 치즈 오믈렛
  - 싫어하는 것: 커피, 마라톤
  - 가족: 언니 가오리, 유

- 유 (悠,ゆう)[2]
  - 시리즈: 슈퍼 리얼 마작 PIV
  - 성우: 히사카와 아야, 오가타 메구미 (PC엔진 판)
  - 연령: 17세
  - 생일: 3월 3일 (물고기자리)
  - 신장: 160cm
  - 3사이즈: 76-57-83
  - 혈액형: A형
  - 소속: 시립초뢰고등학교 2학년 (육상부) / 아케이드 판에는 학교설정이 없음.
  - 취미: 투어링, 가라오게, 가재 낚시
  - 좋아하는 것: 나폴레옹 파이, 화로, 불고기
  - 싫어하는 것: 매실 장아찌, 장마, 팔랑팔랑한 옷
  - 가족: 언니 가오리, 여동생 마나

- 가카오리 (香織,かおり)[2]
  - 시리즈: 슈퍼 리얼 마작 PIV
  - 성우: 마루타 마리
  - 연령: 19세
  - 생일: 5월 24일 (쌍둥이자리, 초기는 5월28일)
  - 신장: 159cm
  - 3사이즈: 86-57-85
  - 혈액형: A형
  - 소속: 사립항릉대학 문학부 1학년 / 아케이드 판에는 학교설정이 없음.
  - 취미: 쇼핑, 골프, 영어
  - 좋아하는 것: 시베리안 허스키, 딸기
  - 싫어하는 것: 몸에 털이 있는 벌레
  - 가족: 여동생 유, 마나

- 도노 미즈키 (遠野 みづき,とおの みづき)
  - 시리즈: 슈퍼 리얼 마작 PV
  - 성우: 나카야마 사라
  - 연령: 17세
  - 생일: 6월 27일 (전갈자리)
  - 신장: 164cm
  - 3사이즈: 88-58-87
  - 혈액형: A형
  - 소속: 사립월랑고등학교 2학년 (마작 동호회)
  - 취미: 야외, 스포츠경기 보기
  - 좋아하는 것: 차사오 면
  - 싫어하는 것: 만원 전철

- 후지와라 아야 (藤原 綾, ふじわら あや）
  - 시리즈: 슈퍼 리얼 마작 PV
  - 성우: 야마자키 와카나
  - 연령: 17세
  - 생일: 1월 9일 (염소자리)
  - 신장: 169cm
  - 3사이즈: 79-56-85
  - 혈액형: AB형
  - 소속: 사립월랑고등학교 2학년 (마작 동호회)
  - 취미: 포프리 만들기, 독서, 요리
  - 좋아하는 것: 시집, 석양
  - 싫어하는 것: 양파

- 하야사카 아키라 (早坂 晶, はやさか あきら）
  - 시리즈: 슈퍼 리얼 마작 PV
  - 성우: 단게 사쿠라, 요시쿠라 마리
  - 연령: 17세
  - 생일: 10월 12일 (천칭자리)
  - 신장: 152cm
  - 3사이즈: 89-57-88
  - 혈액형: O형
  - 소속: 사립월랑고등학교 2학년 (마작 동호회)
  - 취미: 쇼핑, 태극권
  - 좋아하는 것: 고양이, 목욕, 계란요리
  - 싫어하는 것: 수영대회, 기말고사

- 고즈에 히나코 (梢 ひな子, こずえ ひなこ）[3]
  - 시리즈: 슈퍼 리얼 마작 PV
  - 성우: 가게야마 마스미
  - 연령: 16세
  - 생일: 2월 29일 (사수자리)
  - 신장: 145cm
  - 3사이즈: 68-52-76
  - 혈액형: B형
  - 소속: 사립월랑고등학교 1학년 (풍기위원회 집행부)
  - 취미: 음악 감상, 절대음감, 점수를 빨리 계산하기
  - 좋아하는 것: 영화, 뮤지컬, 야구 구경, 행인 두부
  - 싫어하는 것: 개, 요괴

- 가야마 다마미 (香山 タマミ, かやま タマミ）
  - 시리즈: 슈퍼 리얼 마작 PVI
  - 성우: 도요시마 마치코
  - 연령: 16세
  - 생일: 6월 28일 (전갈자리)
  - 신장: 153cm
  - 3사이즈: 76-61-82
  - 혈액형: A형
  - 소속: 현립성서고등학교 1학년 (소프트볼 부)
  - 취미: 친구들과 놀기, 나무오르기
  - 좋아하는 것: 아이스크림, 만화, 가라오케
  - 싫어하는 것: 매트 운동, 칠판을 긁는 소리
  - 가족: 할아버지 가야마 도베 (香山 藤兵衛)

- 기노미야 유카리 (来宮 ゆかり, きのみや ゆかり）
  - 시리즈: 슈퍼 리얼 마작 PVI
  - 성우: 오쓰카 미즈에
  - 연령: 19세
  - 생일: 2월 13일 (물병자리)
  - 신장: 163cm
  - 3사이즈: 82-57-85
  - 혈액형: A형
  - 소속: 국립신월대학 농학부 1학년 (승마 서클 소속)
  - 취미: 승마, 조각맞추기 퍼즐, 수영
  - 좋아하는 것: 녹색, 동물, 물건사기
  - 싫어하는 것: 군중 속, 지하철

- 구리하라 마리 (栗原 真理, くりはら まり）
  - 시리즈: 슈퍼 리얼 마작 PVI
  - 성우: 야나기사와 미치요
  - 연령: 24세
  - 생일: 4월 11일 (양자리)
  - 신장: 168cm
  - 3사이즈: 87-56-89
  - 혈액형: O형
  - 직업: 산양 유치원 교사
  - 취미: 영화감상, 비디오 게임
  - 좋아하는 것: 슈크림, 여행, 요리로 대접하기
  - 싫어하는 것: 천둥

- 크리스틴 갈런드 (クリス・ガーランド, Christine Garland)
  - 시리즈: 슈퍼 리얼 마작 PVI
  - 성우: 고야마 유카
  - 출신: 미국 샌디에이고주
  - 연령: 23세
  - 생일: 8월 18일 (사자자리)
  - 신장: 172cm
  - 3사이즈: 93-58-89
  - 혈액형: B형
  - 소속: 국립신월대학 인문학부 유학
  - 취미: 삼림욕, 사적 순례, 야구
  - 좋아하는 것: 라벤더, 가마 파티
  - 싫어하는 것: 거미, 젓갈

- 아사히나 유리나 (麻比奈 百合奈, あさひな ゆりな）
  - 시리즈: 슈퍼 리얼 마작 P7
  - 성우: 노다 준코, 구와타니 나쓰코
  - , 준코,
  - 구와타니 나쓰코
  - 연령: 15세
  - 생일: 3월 9일 (물고기자리)
  - 신장: 155cm
  - 3사이즈: 81-57-86
  - 혈액형: A형
  - 소속: 사립월랑중학교 3학년 (신체조 부)[4]
  - 취미: 과자 만들기, 찻잔 수집, 재봉
  - 좋아하는 것: 솜 꿰매기, 마른 이불향기
  - 싫어하는 것: 벌레, 하얀 아스파라거스
  - 가족: 언니 아사히나 나쓰키

- 아사히나 나쓰키 (麻比奈 夏姫, あさひな なつき）
  - 시리즈: 슈퍼 리얼 마작 P7
  - 성우: 스미토모 유코, 야마모토 마리아
  - 연령: 18세
  - 생일: 7월 30일 (사자자리)
  - 신장: 167cm
  - 3사이즈: 83-57-87
  - 혈액형: O형
  - 소속: 사립용화원고등학교 3학년 (육상 부)
  - 취미: 육상 종목
  - 좋아하는 것: 유리나, 당구, 다큐멘터리 (경찰물)
  - 싫어하는 것: 지진
  - 가족: 여동생 아사히나 유리나

- 란도 세리카 (蘭堂 芹香, らんどう せりか）
  - 시리즈: 슈퍼 리얼 마작 P7
  - 성우: 나가시마 유코, 하야미즈 리사
  - 연령: 25세
  - 생일: 2월 15일 (물병자리)
  - 신장: 169cm
  - 3사이즈: 89-59-88
  - 혈액형: AB형
  - 직업: 아사히나 집안의 마작교사 및 가정교사
  - 취미: 드라이브, 사람에게 선물 주기
  - 좋아하는 것: 민속 요리, 관엽 식물
  - 싫어하는 것: 개구리, 귀신

- 도요하라 에쓰코 (豊原 エツ子, とよはら エツこ）
  - 시리즈: 슈퍼 리얼 마작 P7
  - 성우: 요시노 히나코, 사쿠마 구미
  - 구미
  - 연령: 20세
  - 생일: 7월 7일 (전갈자리)
  - 신장: 164cm
  - 3사이즈: 99-58-89
  - 혈액형: O형
  - 직업: 아사히나 집안의 가정부
  - 소속: 사립구천대학 교육학부 2학년
  - 취미: 편지 쓰기
  - 좋아하는 것: 찐빵, 홍차
  - 싫어하는 것: 지네